# Kohan II: Kings of War
Kohan II: Kings of War est un jeu vidéo de stratégie en temps réel développé par TimeGate Studios et publié par Take Two Interactive en 2004 sur PC. Le jeu fait suite à Kohan: Immortal Sovereigns (2001) et à son extension Ahriman's Gift. Comme son prédécesseur, il se déroule dans un univers médiéval-fantastique et propose un gameplay différents des autres jeux du genre. Sur le plan économique, le jeu prend en compte cinq ressources – l’or, la pierre, l’acier, le bois et les cristaux de mana – mais n’intègre ni ouvrier, ni procédé de collecte des matières premières. Ces dernières sont produites automatiquement par des bâtiments spécifiques, qui rapportent une quantité de ressource à intervalle régulier. Ces ressources sont ensuite consommées automatiquement par les unités et, à part l’or, elles ne peuvent pas être stockées. Les bâtiments sont construits dans des villes avec un système similaire à celui de Heroes of Might and Magic, le joueur ayant de plus la possibilité de fonder de nouvelles villes à certains endroits de la carte. Sur le plan militaires, le joueur ne gère pas ses unités individuellement mais par l’intermédiaires de compagnies, intégrant entre quatre et huit unités et dirigées par des capitaines. Le jeu inclut plusieurs compagnies prédéfinies mais celles-ci peuvent également être formées par le joueur, qui choisit alors les troupes de bases qui les composent, ainsi que les unités de flanc et de soutien qui leur sont associées,. Ces compagnies ont un coût initial en or ainsi qu’un coût d’entretien d’un ou plusieurs types de ressources. Lorsqu’une compagnie subit des pertes, le joueur peut la ramener dans une de ses villes pour la reconstituer. Le jeu inclut également des élements de jeu vidéo de rôle, les capitaines et les compagnies pouvant gagner de l’expérience pour progresser au fur et à mesure des combats,.

## Accueil
| Kohan II: Kings of War |      |       |
| Média                  | Pays | Notes |
| Canard PC              | FR   | 7/10  |
| Computer Gaming World  | US   | 4.5/5 |
| GameSpot               | US   | 85 %  |
| Jeuxvideo.com          | FR   | 12/20 |
| Joystick               | FR   | 5/10  |